# فهرست وابسته‌های دیپلماتیک آنگولا

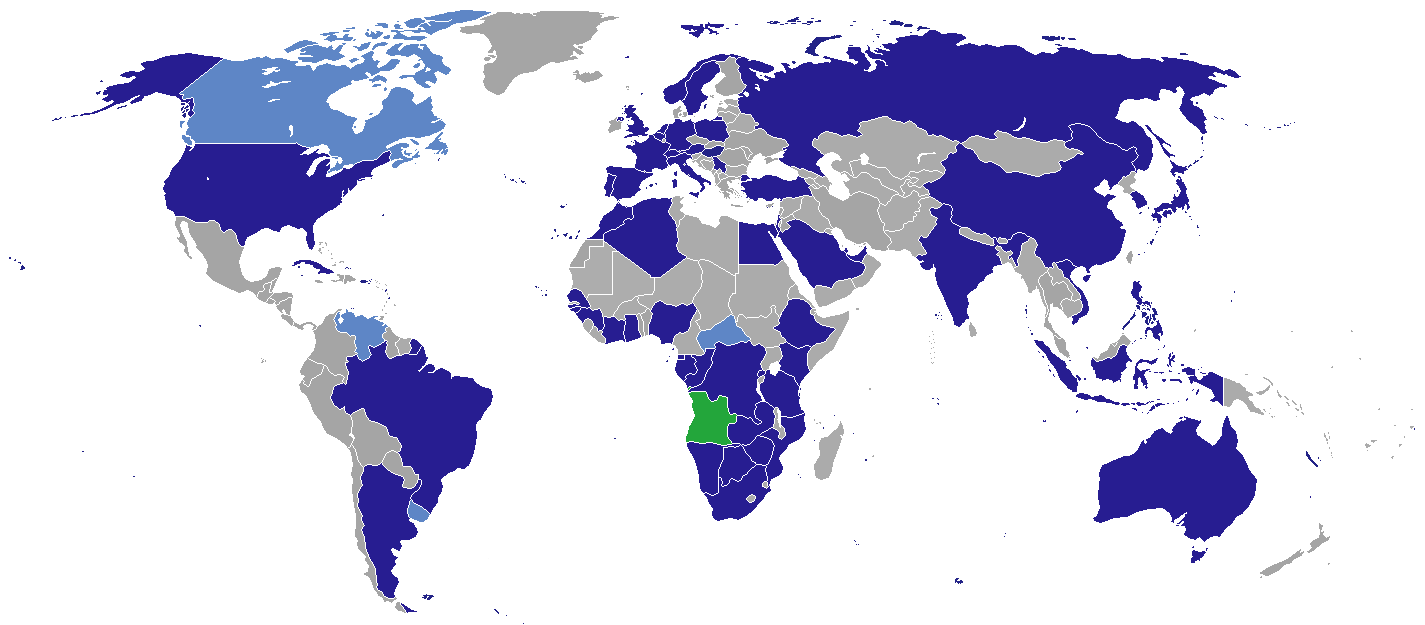
نقشه فهرست سفارتخانه‌های آنگولا

فهرست سفارت‌های آنگولا، فهرستی از مراکز سفارتخانه و کنسولگری کشور آنگولا در سراسر جهان است. آنگولا در ۱۱ نوامبر ۱۹۷۵ از پرتغال استقلال یافت. این کشور هم‌اکنون ۵۸ سفارتخانه و ۱۱ مرکز سرکنسولگری در جهان دارد.

## آسیا

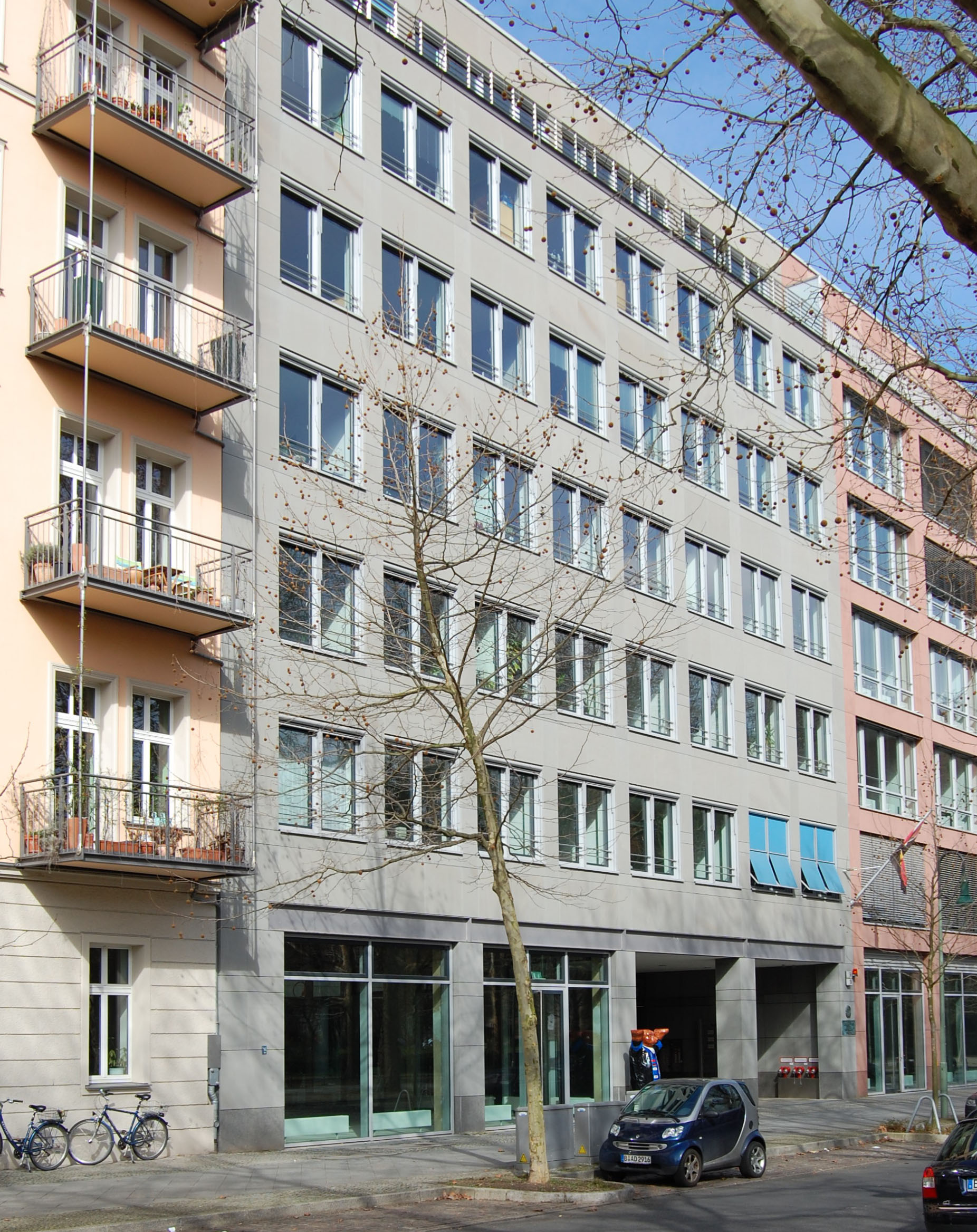
سفارت آنگولا در برلین

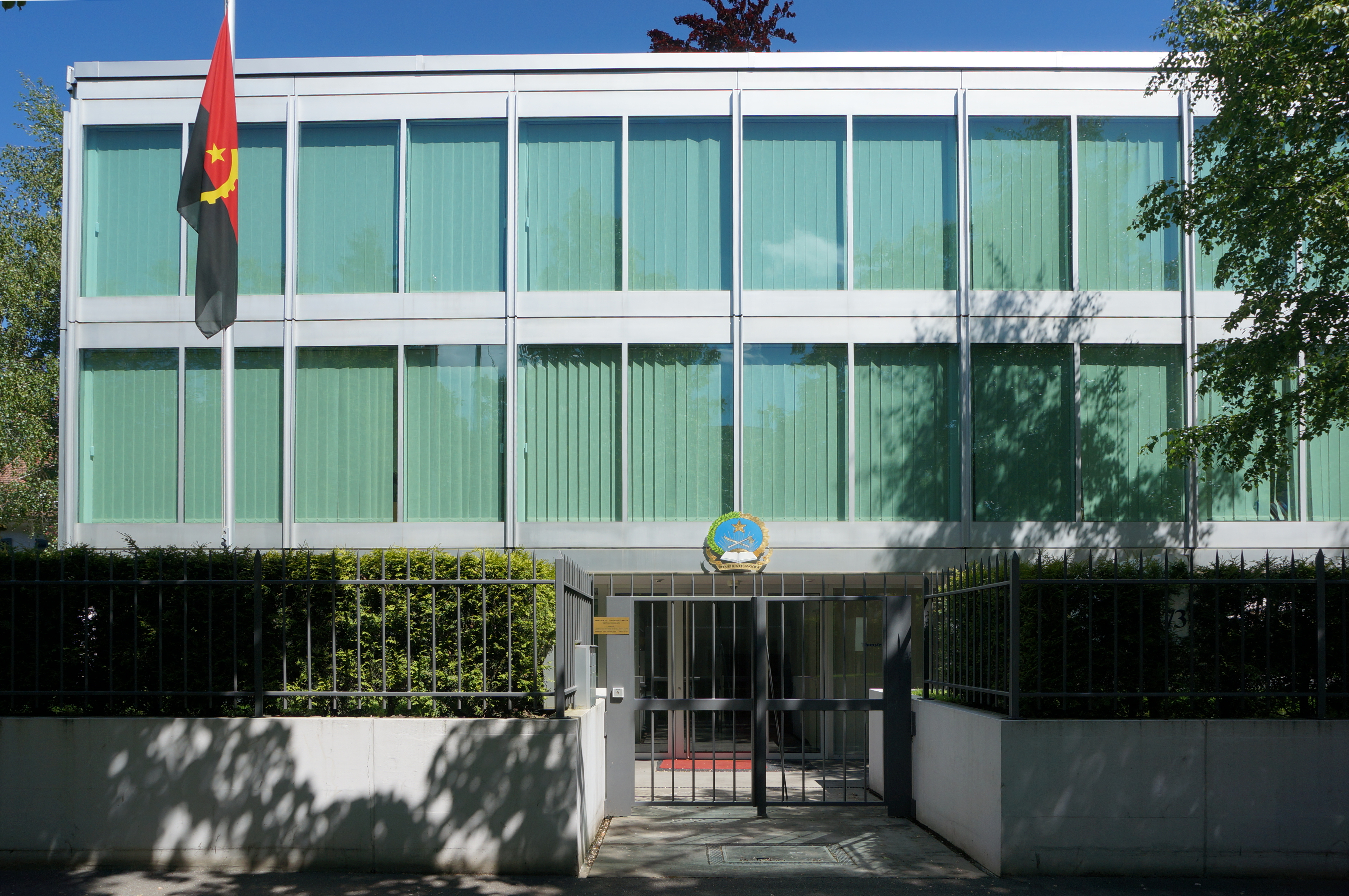
سفارت آنگولا در برن

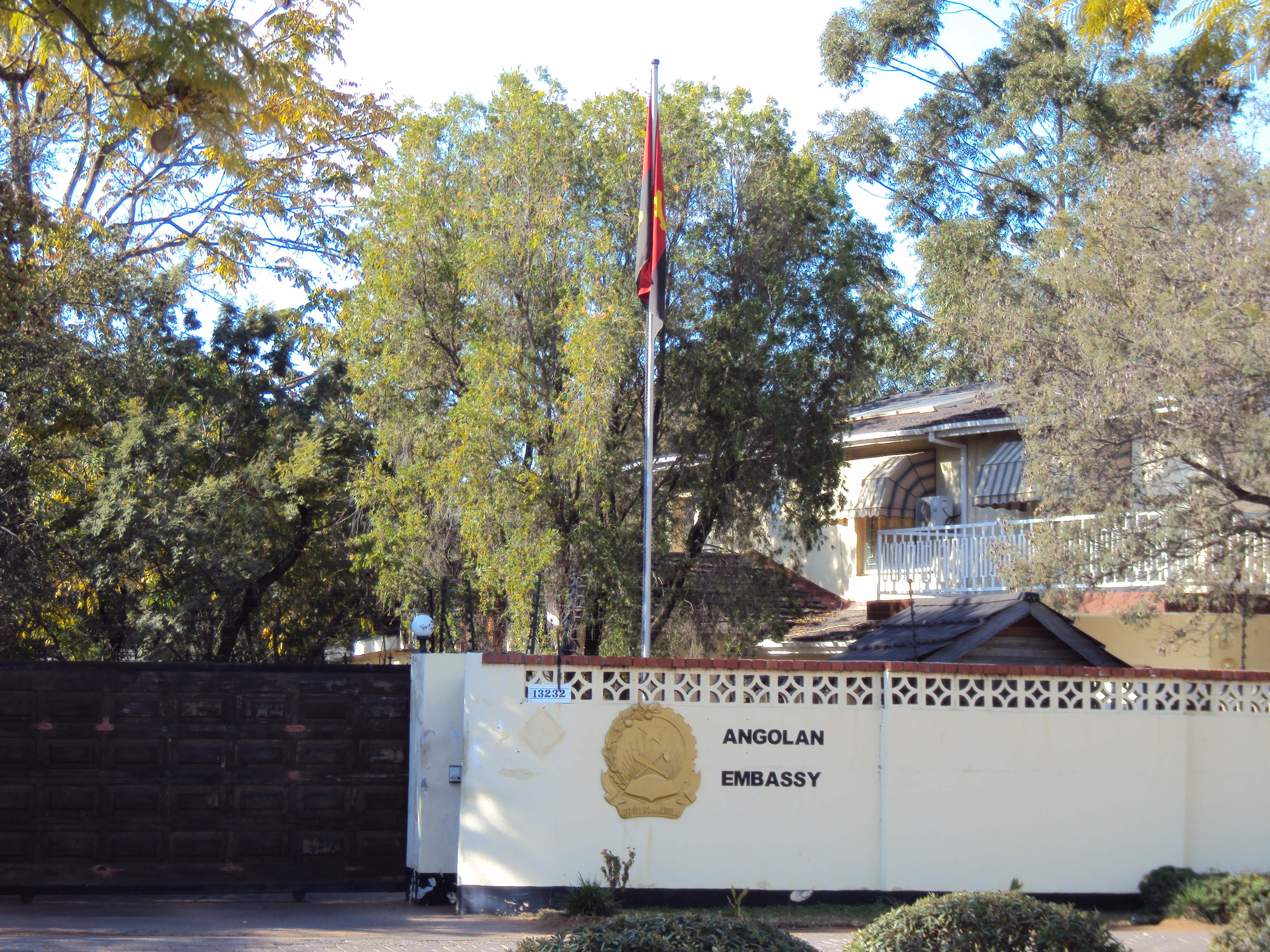
سفارت آنگولا در گابورون

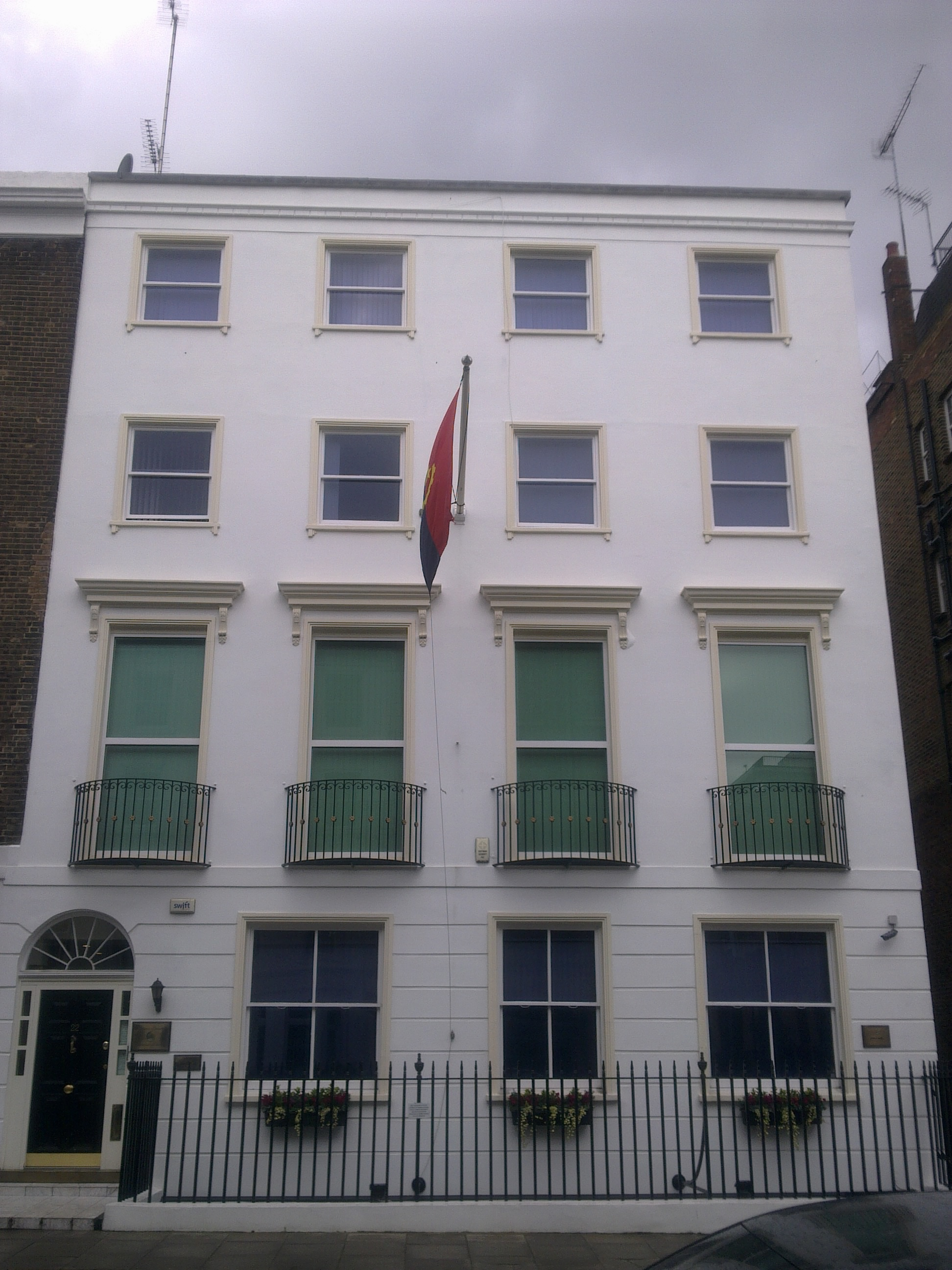
سفارت آنگولا در لندن

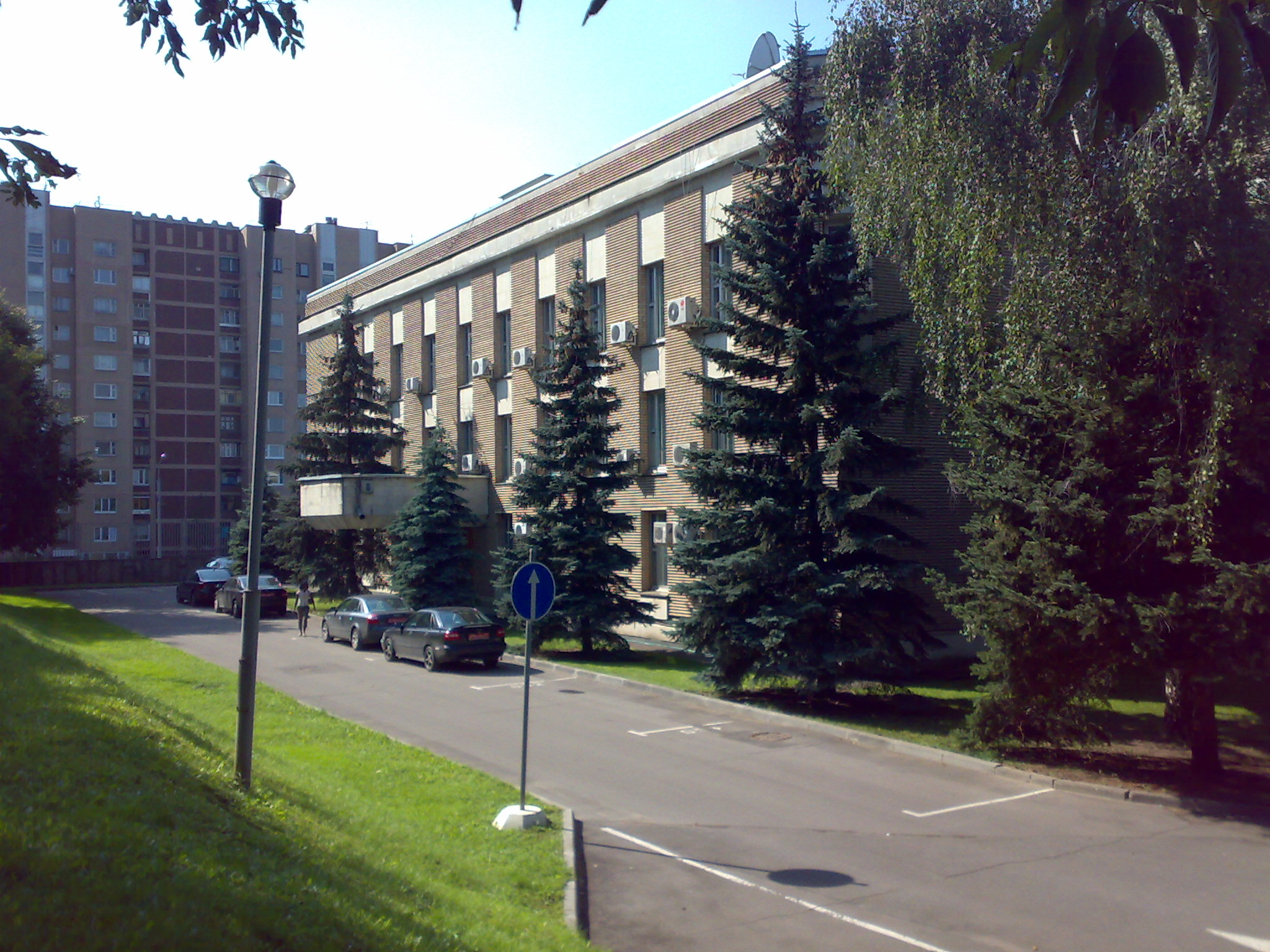
سفارت آنگولا در مسکو

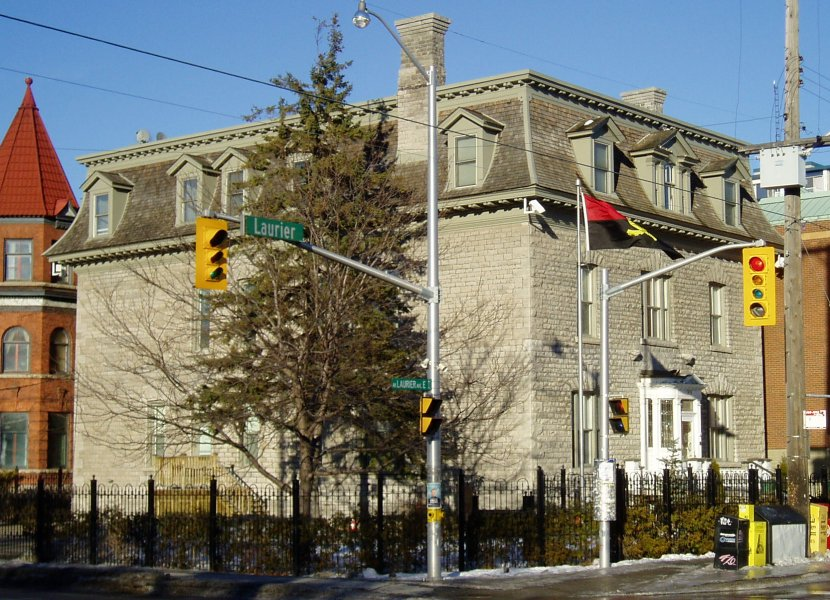
سفارت آنگولا در اتاوا

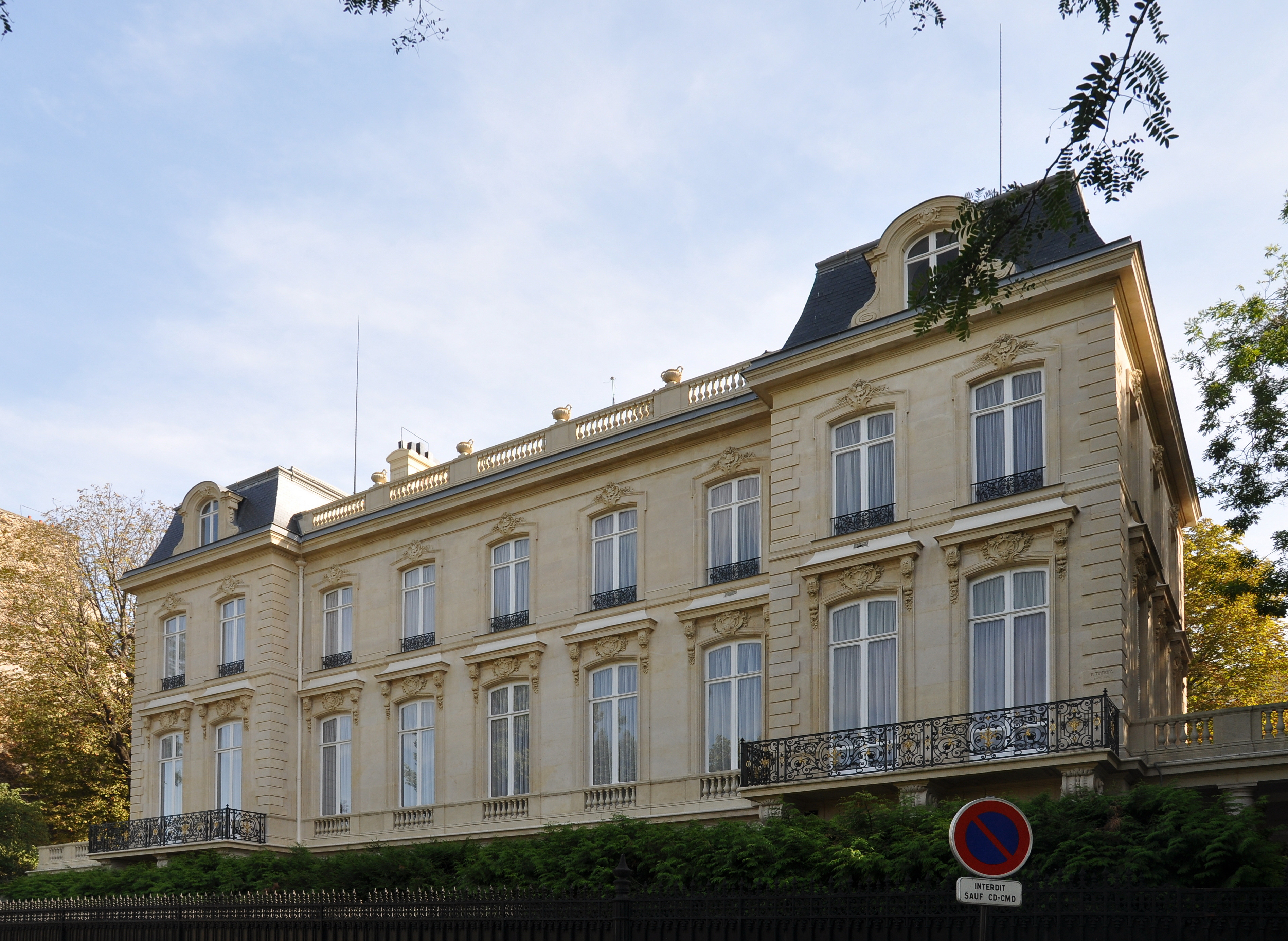
سفارت آنگولا در پاریس

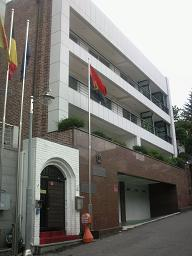
سفارت آنگولا در سئول

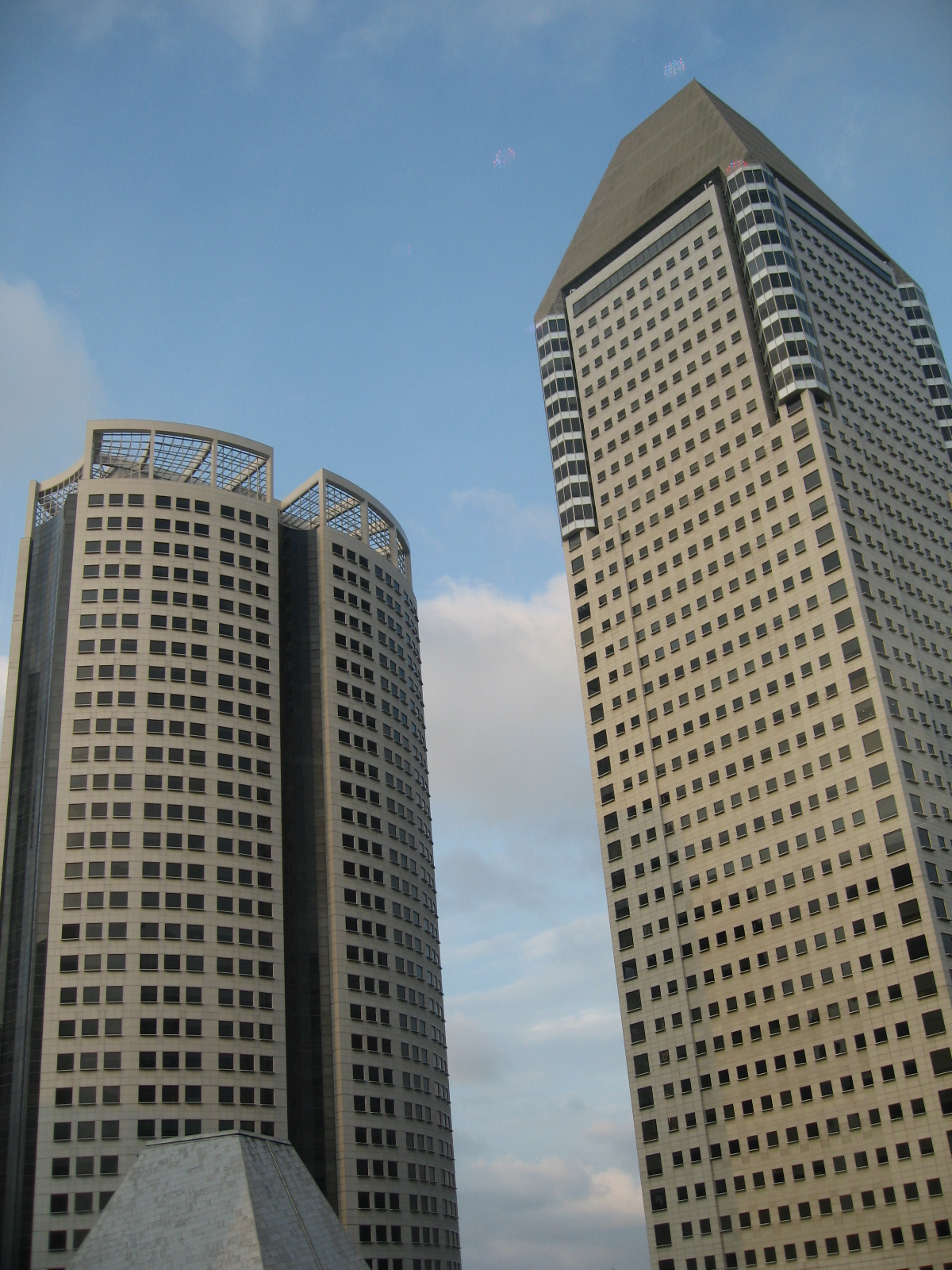
سفارت آنگولا در سنگاپور در طبقه ۲۳ برج سمت چپ.

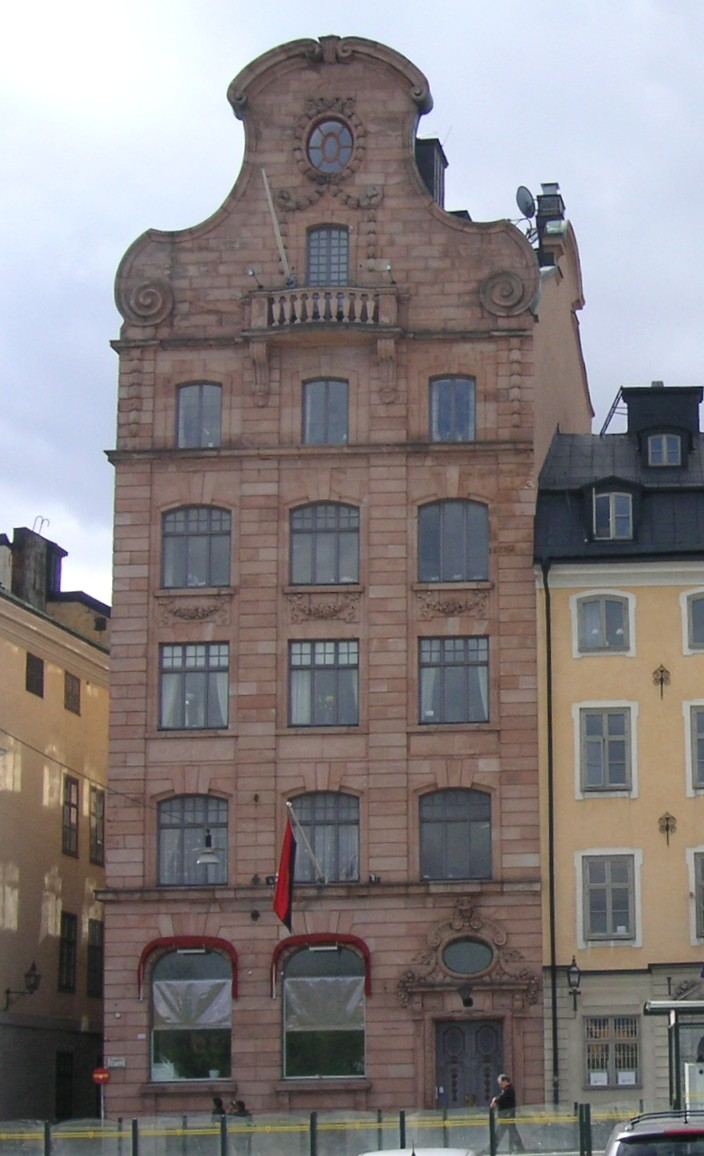
سفارت آنگولا در استکهلم

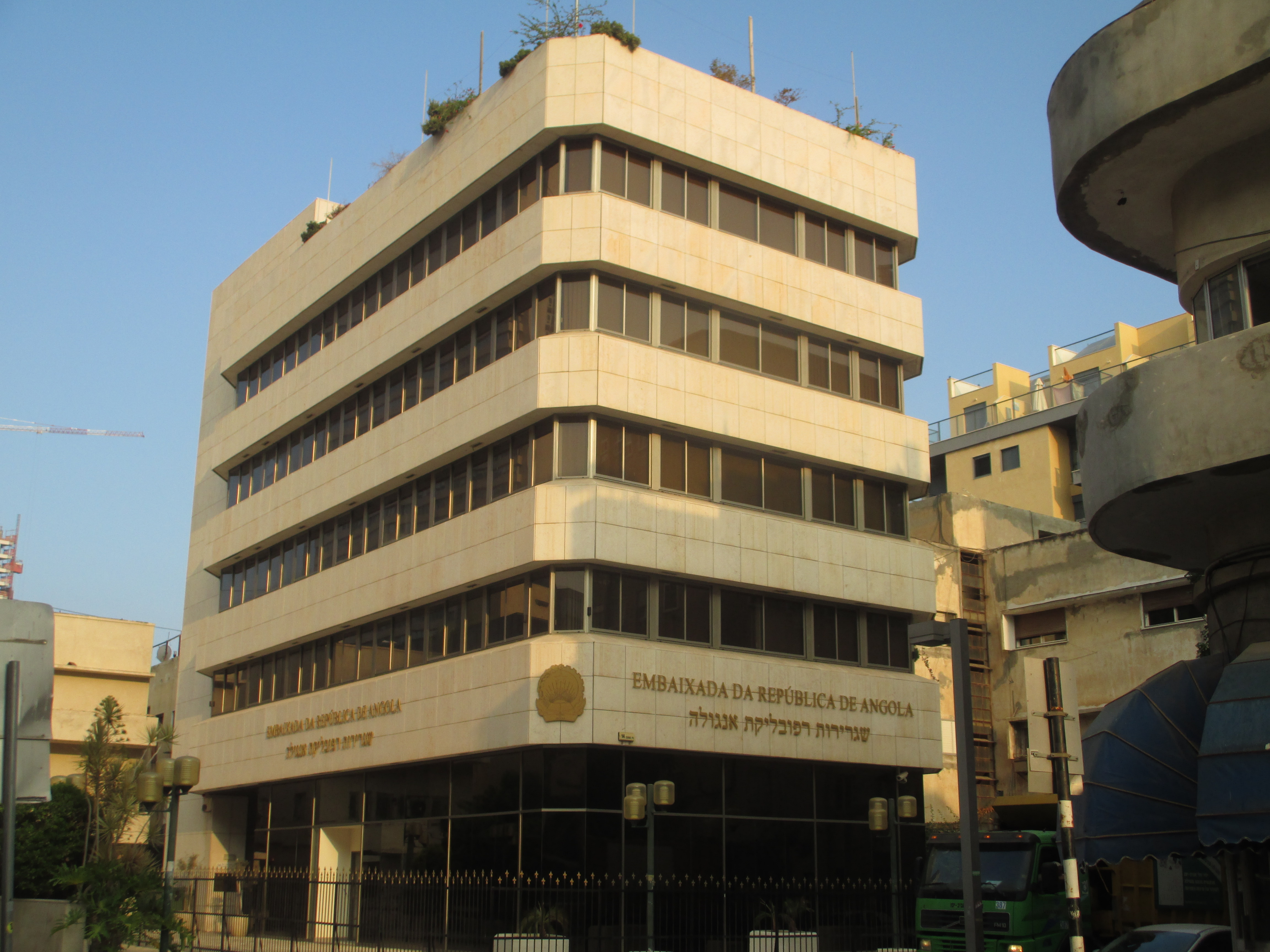
سفارت آنگولا در تل آویو

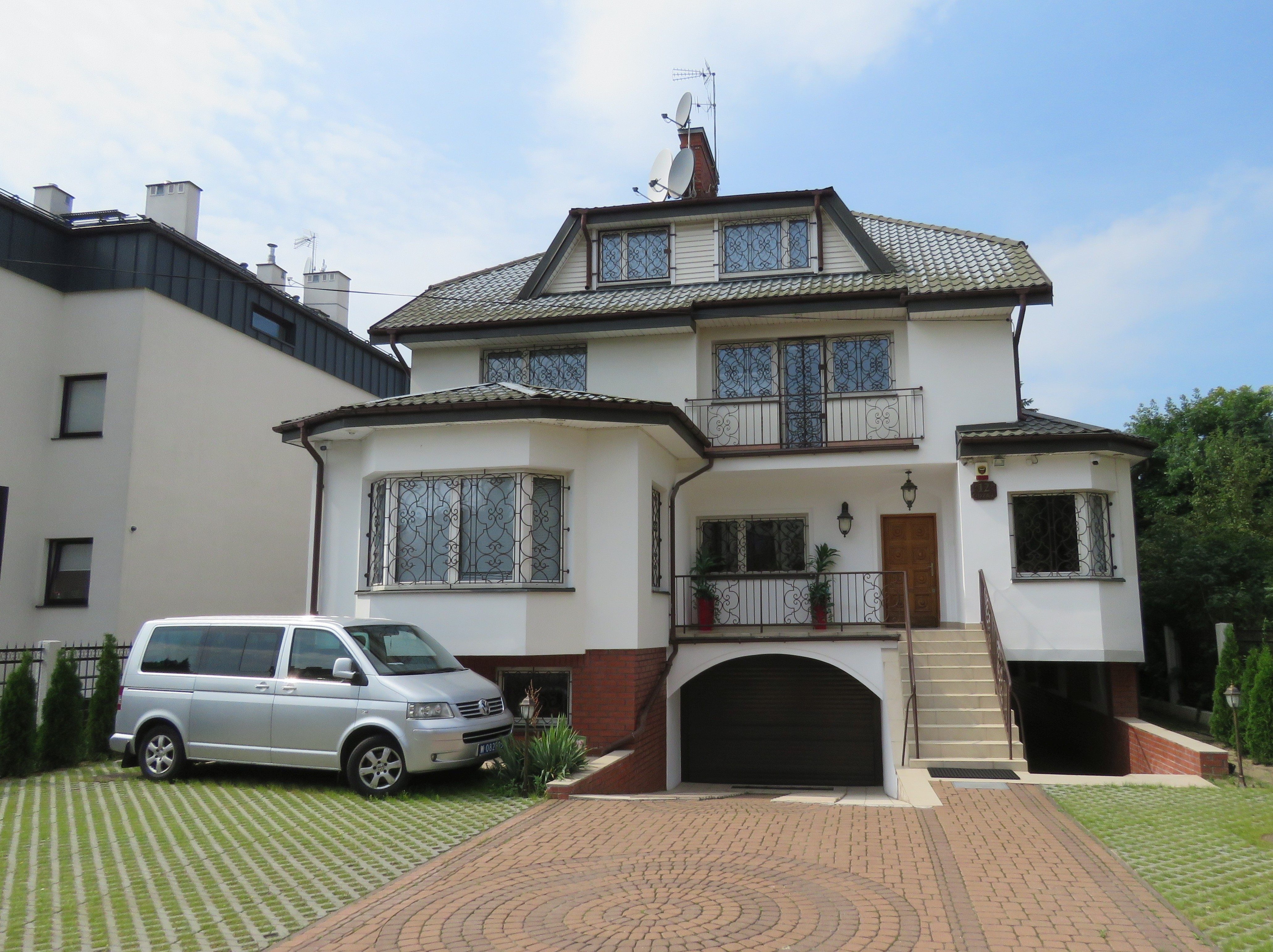
سفارت آنگولا در ورشو

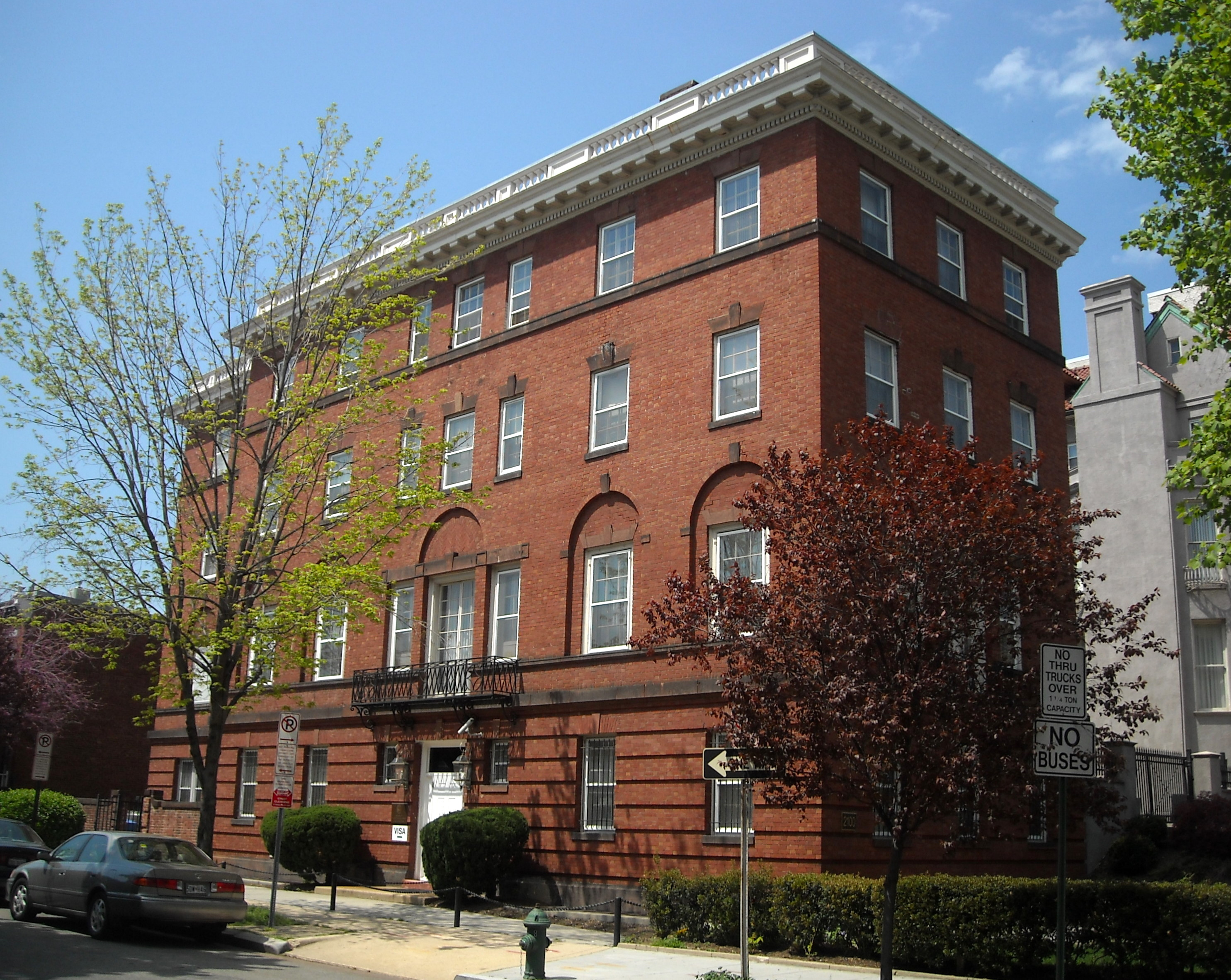
سفارت آنگولا در واشنگتن دی سی

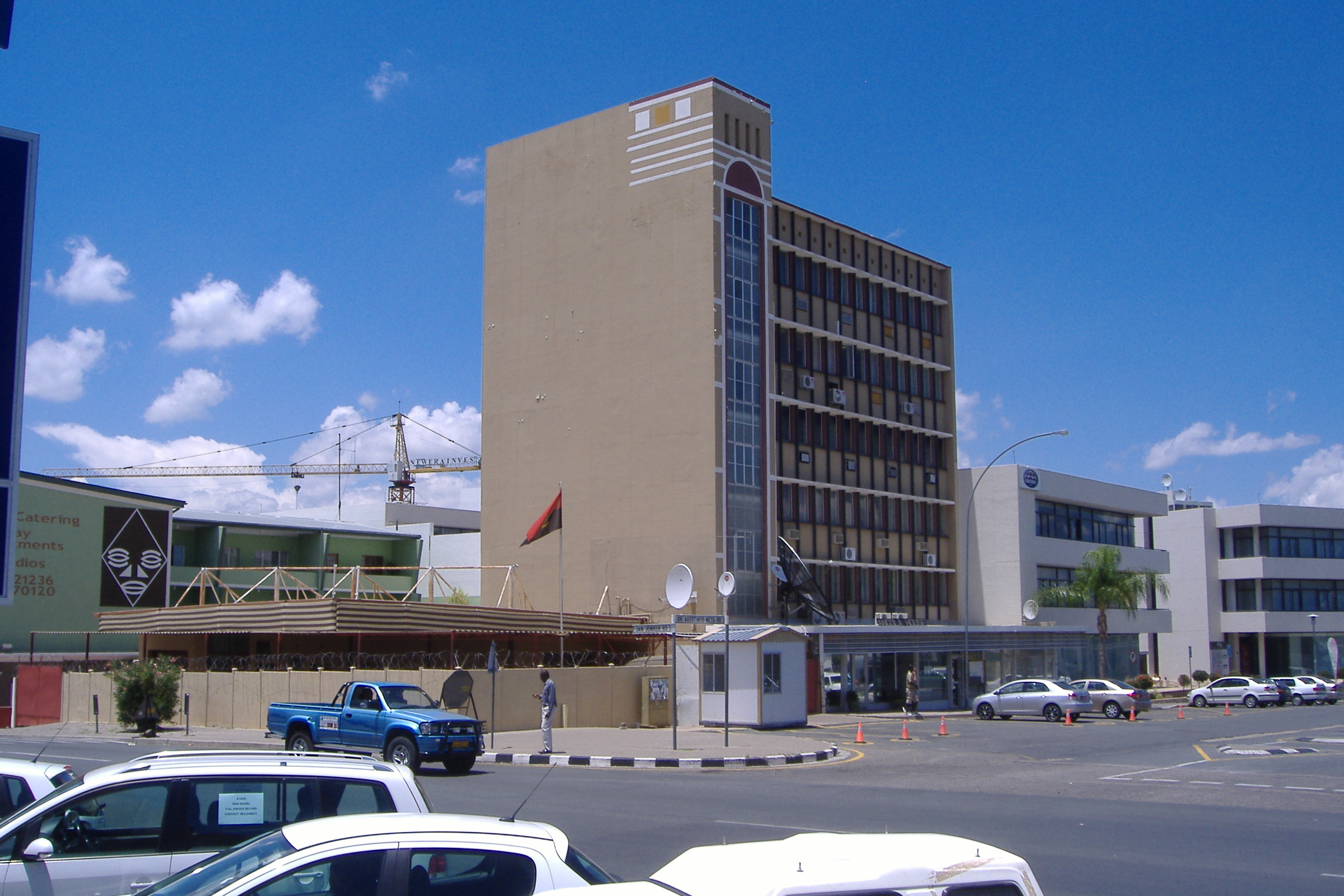
سفارت آنگولا در ویندهوک

- چین
  - پکن (سفارت)
  - ماکائو (سرکنسولگری)
- هند
  - دهلی نو (سفارت)
- اسرائیل
  - تل آویو (سفارت)
- ژاپن
  - توکیو (سفارت)
- کره جنوبی
  - سئول (سفارت)
- فیلیپین
  - مانیل (سفارت)
- سنگاپور
  - سنگاپور (سفارت)
- ترکیه
  - آنکارا (سفارت)
- امارات متحده عربی
  - ابوظبی (سفارت)
- ویتنام
  - هانوی (سفارت)

## آفریقا
- الجزایر
  - الجزیره (سفارت)
- بوتسوانا
  - گابورون (سفارت)
- کیپ ورد
  - پرایا (سفارت)
- جمهوری کنگو
  - برازاویل (سفارت)
- ساحل عاج
  - ابیجان (سفارت)
- جمهوری دموکراتیک کنگو
  - کینشاسا (سفارت)
- مصر
  - قاهره (سفارت)
- گینه استوایی
  - مالابو (سفارت)
- اتیوپی
  - آدیس آبابا (سفارت)
- گابن
  - لیبرویل (سفارت)
- غنا
  - آکرا (سفارت)
- گینه بیسائو
  - بیسائو (سفارت)
- کنیا
  - نایروبی (سفارت)
- مراکش
  - مراکش (سفارت)
- موزامبیک
  - ماپوتو (سفارت)
- نامیبیا
  - ویندهوک (سفارت)
- نیجریه
  - ابوجا (سفارت)
- رواندا
  - کیگالی (سفارت)
- سائوتومه و پرنسیپ
  - سائوتومه (سفارت)
- سنگال
  - داکار (سفارت)
- آفریقای جنوبی
  - پرتوریا (سفارت)
  - کیپ تاون (سرکنسولگری)
  - دوربان (سرکنسولگری)
  - ژوهانسبورگ (سرکنسولگری)
- تانزانیا
  - دارالسلام (سفارت)
- توگو
  - لومه (سفارت)
- زامبیا
  - لوساکا (سفارت)
- زیمبابوه
  - هراره (سفارت)

## آمریکا
- آرژانتین
  - بوئنوس آیرس (سفارت)
- برزیل
  - برازیلیا (سفارت)
  - ریودوژانیرو (سرکنسولگری)
- کانادا
  - اتاوا (سفارت)
- کوبا
  - هاوانا (سفارت)
- مکزیک
  - مکزیکوسیتی (سفارت)
- ایالات متحده آمریکا
  - واشنگتن دی سی (سفارت)
  - هوستون (سرکنسولگری)
  - نیویورک (سرکنسولگری)
- ونزوئلا
  - کاراکاس (سرکنسولگری)

## اروپا
- اتریش
  - وین (سفارت)
- بلژیک
  - بروکسل (سفارت)
- فرانسه
  - پاریس (سفارت)
- آلمان
  - برلین (سفارت)
  - فرانکفورت (سرکنسولگری)
- یونان
  - آتن (سفارت)
- سریر مقدس
  - واتیکان (سفارت)
- مجارستان
  - بوداپست (سفارت)
- ایتالیا
  - رم (سفارت)
- هلند
  - لاهه (سفارت)
  - روتردام (سرکنسولگری)
- لهستان
  - ورشو (سفارت)
- پرتغال
  - لیسبون (سفارت)
  - فارو (سرکنسولگری)
  - پورتو (سرکنسولگری)
- روسیه
  - مسکو (سفارت)
- صربستان
  - بلگراد (سفارت)
- اسپانیا
  - مادرید (سفارت)
- سوئد
  - استکهلم (سفارت)
- سوئیس
  - برن (سفارت)
- بریتانیا
  - لندن (سفارت)

## سازمان‌های چندجانبه
- آدیس آبابا (نمایندگی دائم به اتحادیه آفریقا)
- لیسبون (مأموریت به جامعه کشورهای پرتغالی زبان)
- یونسکو
  - پاریس (نمایندگی دائم در یونسکو)
- اتحادیه اروپا
  - بروکسل (مأموریت به اتحادیه اروپا)
- سازمان ملل متحد
  - ژنو (نمایندگی دائم به سازمان ملل متحد و دیگر سازمان‌های بین‌المللی)
  - نیویورک (نمایندگی دائم به سازمان ملل متحد)